# Diócesis de Pinerolo
La diócesis de Pinerolo (en latín: Dioecesis Pineroliensis y en italiano: Diocesi di Pinerolo) es una circunscripción eclesiástica de la Iglesia católica en Italia. Se trata de una diócesis latina, sufragánea de la arquidiócesis de Turín. Desde el 7 de julio de 2017 su obispo es Derio Olivero.

## Territorio y organización

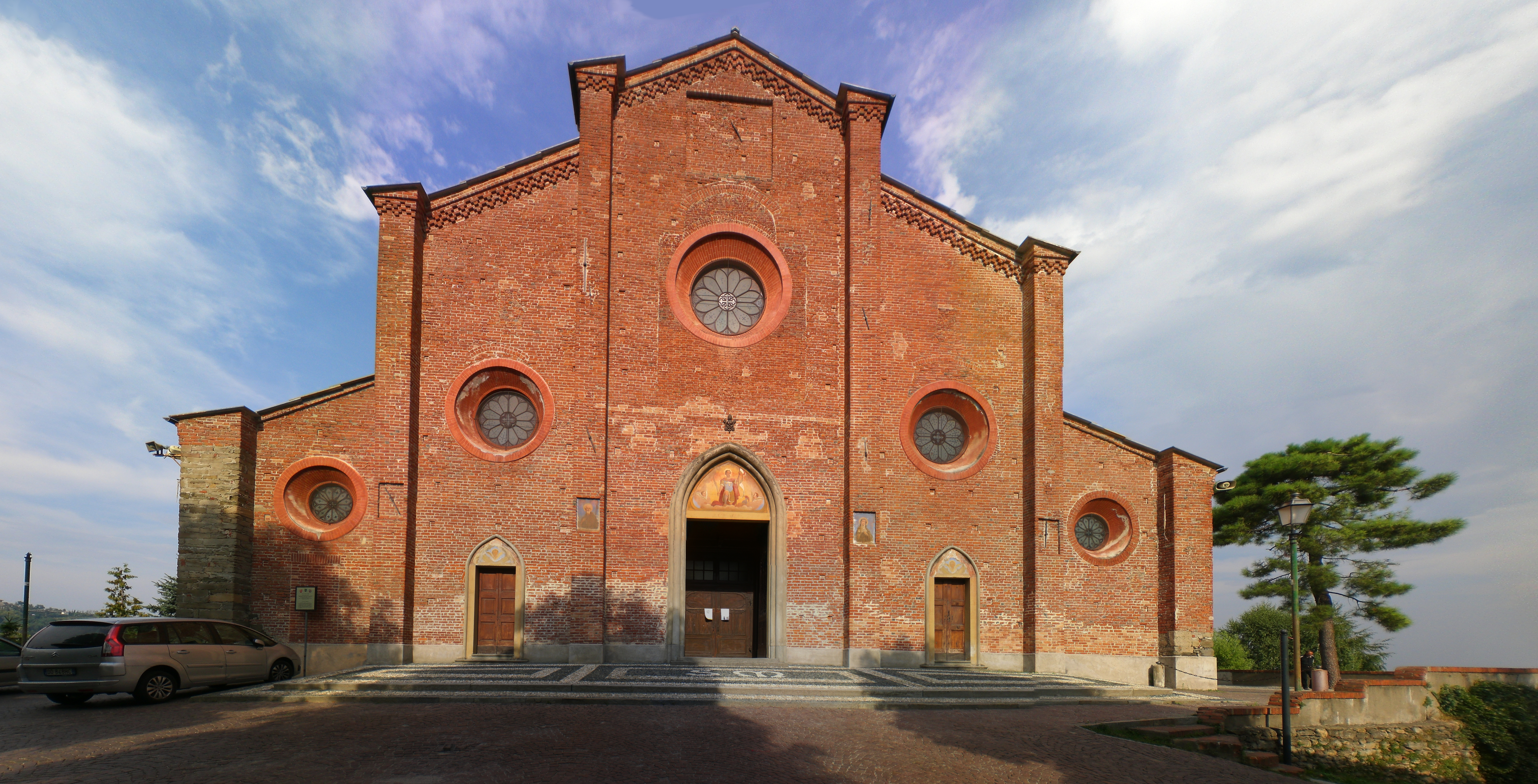
Basílica de San Mauricio, en Pinerolo

La diócesis tiene 1444 km² y extiende su jurisdicción sobre los fieles católicos de rito latino residentes en parte de la ciudad metropolitana de Turín en la región de Piamonte, comprendiendo las comunas de: Angrogna, Bibiana (excepto la fracción de Famolasco, que pertenece a la diócesis de Saluzzo), Bobbio Pellice, Bricherasio, Buriasco, Campiglione-Fenile, Cantalupa, Fenestrelle, Frossasco, Inverso Pinasca, Luserna San Giovanni, Lusernetta, Macello, Massello, Osasco, Perosa Argentina, Perrero, Pinasca, Pinerolo, Pomaretto, Porte, Pragelato, Prali, Pramollo, Prarostino, Roletto, Rorá, Roure, Salza di Pinerolo, San Germano Chisone, San Pietro Val Lemina, San Secondo di Pinerolo, Torre Pellice, Usseaux, Villar Pellice y Villar Perosa.
La diócesis limita al norte con la diócesis de Susa, al este con el arquidiócesis de Turín, al sur con la diócesis de Saluzzo y a oeste con la diócesis de Gap, en Francia.
La sede de la diócesis se encuentra en la ciudad de Pinerolo, en donde se halla la Catedral de San Donato y la basílica de San Mauricio.
En 2021 en la diócesis existían 62 parroquias agrupadas en 4 zonas pastorales: zona llanura, zona urbana, zona Valle Pellice y zona valles Chisone y Germanasca.

## Historia
La diócesis fue erigida por el papa Benedicto XIV el 23 de diciembre de 1748 mediante la bula In sacrosancta y nombrada sufragánea de la arquidiócesis de Turín. Su territorio constaba de 69 parroquias, de las cuales 27 habían pertenecido a la prevostura de San Lorenzo de Oulx, 24 a la abadía territorial cisterciense de Santa María de Abbadia Alpina, fundada por la condesa Adelaida en 1064 y nullius dioecesis desde 1078, 16 a la arquidiócesis de Turín y 2 en la abadía de Santa María la Mayor de Susa. La colegiata de San Donato, conocida desde el siglo XI, se convirtió en la catedral de la nueva diócesis, mientras que el palacio del gobernador de Saboya fue vendido por el gobierno para transformarlo en sede episcopal.
El primer obispo fue Giovanni Battista D'Orliè de Saint Inocent, de los Canónigos Regulares de San Agustín, que fue el último prior de San Lorenzo de Oulx. Le correspondió la celebración del primer sínodo diocesano, entre el 14 y el 16 de septiembre de 1762, con el que dio forma y organización a la nueva diócesis; y la adquisición de un palacio adyacente al palacio episcopal como sede del seminario episcopal , que luego fue trasladado al antiguo convento agustino en 1817.
El 3 de agosto de 1772 Pinerolo cedió una parte de su territorio, correspondiente a los valles de Oulx, Cesana y Bardonecchia, para la erección de la diócesis de Susa mediante la bula Quod nobis del papa Clemente XIV, pero la transferencia sólo se hizo efectiva tras la muerte del obispo de Pinerolo en 1797.
Pinerolo tuvo que sufrir mucho bajo el dominio francesa. Los antifranceses y antirrepublicanos fueron abrumados por las milicias valdenses. En 1802 se disolvieron las corporaciones religiosas y se confiscaron sus bienes: agustinos, franciscanos, capuchinos, dominicos, carmelitas, fogliesas y clarisas. El obispo optó por una línea muy prudente, hasta el punto de hacer cantar el Te Deum a Napoleón y elogiar su religiosidad, al mismo tiempo que se adoptaban medidas restrictivas como la imposición de impuestos que no escatimaban en la atención pastoral del obispo y la reducción del número de días festivos.
Con motivo de la reorganización de las diócesis piamontesas deseada por Napoleón Bonaparte, la sede de Pinerolo fue suprimida por el papa Pío VII el 1 de junio de 1803 y su territorio incorporado al de la diócesis de Saluzzo mediante la carta apostólica Gravissimis causis. La diócesis fue restablecida el 17 de julio de 1817 mediante la bula Beati Petri del mismo pontífice; Se añadieron 5 parroquias más al antiguo territorio, separadas de la arquidiócesis de Turín.
Durante el período del Resurgimiento, el obispo Renaldi (1848-1873) mantuvo una actitud liberal, a menudo en contraste con la línea de los metropolitanos de Turín. Apoyó decididamente la emancipación de los valdenses deseada por el rey Carlos Alberto, a quien apoyó en sus sermones contra la intolerancia. Acogió en su diócesis a los clérigos de simpatías liberales rechazados por el arzobispo de Turín y en el Concilio Vaticano I fue un acérrimo opositor del dogma de la infalibilidad papal.
El anticlericalismo masónico y liberal se opuso al obispo Vassarotti (1873-1881), que sucedió a Renaldi. Durante algunos meses no pudo residir en el obispado por falta de exequatur de gobierno tras su elección. Las autoridades no atendieron su ingreso a la diócesis y posteriormente tuvo que desistir del proyecto de restauración de la catedral ante la hostilidad de la administración comunal. Su episcopado estuvo enteramente en nombre de la devoción: triplicó el número de estudiantes matriculados en el seminario y durante su visita pastoral combatió los abusos morales como el incumplimiento de las fiestas religiosas, las blasfemias y la intemperancia.
Finalmente, el proyecto de restauración de la catedral fue uno de los éxitos del obispo Sardi (1886-1894). La catedral se completó a principios del siglo XX con la construcción de las capillas de la nave derecha y las sacristías.
El obispo Giovanni Battista Rossi (1894-1922) defendió a los fieles de lo que consideraba los peligros de la predicación valdense, en su opinión obra del diablo (en particular insistió en el culto a los santos y a la Virgen), y de la difusión de ideología socialista. Rossi también fue responsable de la construcción del nuevo seminario, inaugurado en septiembre de 1899, de la difusión de la obra catequética en las parroquias de la diócesis y de la fundación en 1906 de L'Eco del Chisone, el semanario católico de la diócesis.
De 1968 a 1974 la diócesis permaneció sin obispo. Durante los primeros cuatro años estuvo gobernada, como administrador apostólico, por el obispo Bartolomeo Santo Quadri, quien estuvo entre los principales promotores y divulgadores en la diócesis del espíritu y de las decisiones del Concilio Vaticano II, en particular las relativas al ecumenismo, dando así inicio de una nueva relación entre la diócesis y la comunidad valdense.
En 1997, el obispo Pietro Giachetti creó el museo diocesano de Pinerolo , cerca de la catedral. Su sucesor, Pier Giorgio Debernardi , fundó en 2000 la biblioteca diocesana "Giulio Bonatto" , con sede en las instalaciones del seminario episcopal.

## Estadísticas
Según el Anuario Pontificio 2022 la diócesis tenía a fines de 2021 un total de 77 950 fieles bautizados.
| Año                                                                             | Población            | Población | Población      | Sacerdotes | Sacerdotes    | Sacerdotes    | Bautizados por sacerdote | Diáconos permanentes | Religiosos | Religiosos | Parroquias |
| Año                                                                             | Bautizados católicos | Total     | % de católicos | Total      | Clero secular | Clero regular | Bautizados por sacerdote | Diáconos permanentes | Varones    | Mujeres    | Parroquias |
| ------------------------------------------------------------------------------- | -------------------- | --------- | -------------- | ---------- | ------------- | ------------- | ------------------------ | -------------------- | ---------- | ---------- | ---------- |
| 1950                                                                            | 63 150               | 79 850    | 79.1           | 166        | 164           | 2             | 380                      |                      | 63         | 875        | 62         |
| 1970                                                                            | ?                    | 89 310    | ?              | 152        | 118           | 34            | ?                        |                      | 52         | 589        | 65         |
| 1980                                                                            | 73 712               | 90 880    | 81.1           | 116        | 98            | 18            | 635                      |                      | 25         | 603        | 68         |
| 1990                                                                            | 71 850               | 88 500    | 81.2           | 114        | 94            | 20            | 630                      | 3                    | 26         | 535        | 62         |
| 1999                                                                            | 80 000               | 100 000   | 80.0           | 101        | 82            | 19            | 792                      | 9                    | 31         | 440        | 62         |
| 2000                                                                            | 80 000               | 100 000   | 80.0           | 93         | 76            | 17            | 860                      | 9                    | 31         | 396        | 61         |
| 2001                                                                            | 80 000               | 100 000   | 80.0           | 96         | 76            | 20            | 833                      | 10                   | 53         | 409        | 62         |
| 2002                                                                            | 80 000               | 100 000   | 80.0           | 108        | 85            | 23            | 740                      | 10                   | 54         | 258        | 62         |
| 2003                                                                            | 80 000               | 100 200   | 79.8           | 106        | 83            | 23            | 754                      | 10                   | 52         | 248        | 62         |
| 2004                                                                            | 80 000               | 100 250   | 79.8           | 106        | 81            | 25            | 754                      | 10                   | 55         | 350        | 62         |
| 2013                                                                            | 81 200               | 101 400   | 80.1           | 92         | 67            | 25            | 882                      | 17                   | 30         | 192        | 62         |
| 2016                                                                            | 79 000               | 96 000    | 82.3           | 89         | 64            | 25            | 887                      | 16                   | 30         | 192        | 62         |
| 2019                                                                            | 78 890               | 96 860    | 81.4           | 82         | 57            | 25            | 962                      | 15                   | 30         | 152        | 62         |
| 2021                                                                            | 77 950               | 95 700    | 81.5           | 79         | 56            | 23            | 986                      | 15                   | 27         | 132        | 62         |
| Fuente: Catholic-Hierarchy, que a su vez toma los datos del Anuario Pontificio. |                      |           |                |            |               |               |                          |                      |            |            |            |

### Vida consagrada
La siguiente es una lista de las sociedades de vida apostólica y de los institutos de vida religiosa presentes en la diócesis de Pinerolo:
Sociedades e institutos religiosos masculinos
- Oblatos de María Virgen
- Sociedad Salesiana de San Juan Bosco
- Orden del Frailes Menores Capuchinos
- Congregación de San José
- Hermanos de San José Benito Cottolengo[14]

Sociedades e institutos religiosos femeninos
- Orden de la visitación de Santa María
- Hermanas de San José de Pinerolo
- Hermanas de San José Benito Cottolengo
- Hermanas de la Santa Navidad
- Hijas de María Auxiadora
- Hermanas Misioneras de Jesús Obrero
- Pequeña Comunidad de Nazareth[15]

## Episcopologio
- Jean-Baptiste D'Orliè De Saint Innocent, C.R.S.A. † (5 de mayo de 1749-2 de septiembre de 1794 falleció)
- Giuseppe Maria Pietro Grimaldi † (24 de julio de 1797-1803 renunció[nota 1])
  - Sede suprimida (1803-1817)
- François-Marie Bigex † (1 de octubre de 1817-24 de mayo de 1824 nombrado arzobispo de Chambéry)
- Pierre-Joseph Rey † (24 de mayo de 1824-2 de julio de 1832 nombrado obispo de Annecy)
- Andrea Charvaz † (20 de enero de 1834-9 de mayo de 1848 renunció)
- Lorenzo Guglielmo Maria Renaldi † (11 de diciembre de 1848-23 de julio de 1873 falleció)
- Giovanni Domenico Vassarotti † (22 de diciembre de 1873-25 de agosto de 1881 falleció)
- Filippo Chiesa † (18 de noviembre de 1881-7 de junio de 1886 nombrado obispo de Casale Monferrato)
- Giovanni Maria Sardi † (7 de junio de 1886-22 de enero de 1894 falleció)
- Giovanni Battista Rossi † (18 de mayo de 1894-19 de agosto de 1922 falleció)
- Angelo Bartolomasi † (11 de diciembre de 1922-23 de abril de 1929 nombrado ordinario militar de Italia[nota 2])
- Gaudenzio Binaschi † (20 de enero de 1930-23 de mayo de 1968 falleció)
  - Sede vacante (1968-1974)[nota 3]
- Massimo Giustetti † (21 de marzo de 1974-17 de diciembre de 1975 nombrado obispo de Mondovì)
- Pietro Giachetti † (1 de mayo de 1976-7 de julio de 1998 retirado)
- Pier Giorgio Debernardi (7 de julio de 1998-7 de julio de 2017 retirado)
- Derio Olivero, desde el 7 de julio de 2017